# Daniel Casares
Daniel Casares Martínez (Estepona, Málaga, 1980) es un guitarrista flamenco y compositor español. Ha grabado 8 álbumes en solitario: Duende Flamenco (1999), La Madrugá (2001), Corazón de tu alma (2004), Caballero (2007), El Ladrón del Agua (2010), Picassares (2015), Concierto de Aranjuez (con la Orquesta Filarmónica de Málaga) y La luna de Alejandra (2018) y Guitarrísimo (2020).

## Carrera
Empezó su carrera musical participando en el proyecto A la Guitarra de Estepona, un álbum musical donde aparecía junto con otros artistas. Daniel Casares produjo su primer disco, Duende Flamenco en 1999, seguido por La Madruga (2001) y Corazón de tu alma (2004). Lanzó su cuarto álbum en solitario, Caballero (2007), grabado en Málaga, España y cuenta con colaboraciones de Pitingo y El Güito.
En 2010, Daniel Casares fue el único artista escogido para representar la Cultura de Europa en la gala retransmitida en medios de la Exposición Universal en Shanghái, China.
En 2014, Casares lanzó su álbum, La Luna de Alejandra (2014), que incluye su versión de "El concierto de Aranjuez", de Joaquín Rodrigo, y su primera composición sinfónica, "La Luna de Alejandra", dedicada a su hija. Daniel Casares ha grabado con la Orquesta Filarmónica, dirigida por Arturo Diez Boscovich, quien también ha colaborado en "La Luna de Alejandra", junto con José Miguel Évora.
Ha colaborado con artistas como Cecilia Bartoli, Loreena Mckennitt, Dulce Pontes, Toquinho, Chucho Valdés, Miguel Poveda y Alejandro Sanz. También compuso música en el año 2010 para la película española El Discípulo, de Universal Pictures.

### Álbumes
| Año  | Álbum(s)                                     | Artista(s) | Etiqueta(s)                  |
| ---- | -------------------------------------------- | --- | ---------------------------- |
| 1999 | Duende Flamenco                              | Daniel Casares | Antequera Registros, Cambaya |
| 2000 | A la guitarra de Estepona                    | Daniel Casares, Francisco Javier Jimeno, José Un. Fernández | Cambaya                      |
| 2001 | La Madrugá                                   | Daniel Casares | Fods Records                 |
| 2001 | Cante de las Minas 1996 – 2000               | Antonio Fuentes Melero, Carlos Piñana, Curro Piñana, Daniel Casares, Gabriel Expósito, Miguel Ortega, Paco Javier Jimeno, Paco del Pozo, Rafael Calderón, Rocío Segura, Rosendo Fernández, Rubén Díaz Levaniegos, Salvador Salas "El Potro" | Karonte / Cambaya            |
| 2004 | Corazón de tu alma                           | Daniel Casares | DMD Producciones             |
| 2007 | Caballero                                    | Daniel Casares | Universal Music Group        |
| 2010 | El Ladrón del Agua                           | Daniel Casares | Lola Records Music Company   |
| 2012 | Pa Saber De ... (Remastered 2012)            | Adela La Jaqueta, Antonio Arenas, Antonio Carbonell, Antonio Mairena, Bombino, Camarón de la Isla, Carmen Linares, Chano Lobato, Curro de Utrera, David Cerreduela, Daniel Casares, Diego Castellon, Dolores Vargas, El Bandolero, El Indio Gitano, El Niño Miguel, Enrique Morente, Enrique de Melchor, Eri Esittajia, Fernando Soto, Fosforito, Juan José Suárez, Josemi Carmona, José Mercé, Juan Habichuela, Juan Manuel Cañizares, Juan Peña, Juan Serrano, La Paquera de Jerez, La Perrata, Manolo Caracol, Manolo Sanlúcar, Manuel Moreno Penella, Melchor de Marchena, Moraíto Chico, Multi Intérpretes, Paco de Lucía, Pedro Peña, Pepe Habichuela, Pepe Sánchez, Pepe de Lucía, Pericón de Cádiz, Pitingo, Ramón de Algeciras, Rosario La Mejorana, Sabicas, Jerez Terremoto, Tomatito, Vicente Amigo | Universal Music Spain SL     |
| 2015 | Picassares                                   | Daniel Casares, Orquesta Filarmónica de Málaga, Arturo Díez Boscovich | Green Cow Music              |
| 2015 | Juanito Valderrama (1916-2016)               | Ana Belén, Antonio Carmona, Antonio Fidel, Arcángel, Carlos Grilo, Daniel Casares, David López, David Peña Dorantes, David San José, Diana Navarro, Diego Montoya, Estrella Morente, Georvis Pico, Javier Colina, Javier Gallego, Joan Manuel Serrat, José Luis Perales, José Mercé, Juan Carlos García, Juanito Valderrama, Luis Dulzaides, Manolo García, Martirio, Miguel Poveda, Moisés P. Sánchez, Niño de Pura, Paquito González, Pasión Vega, Pepe Habichuela, Pepe Rivero, Rocío Márquez, Silvia Pérez Cruz, Virginia y Víctor Manuel | Universal Music Spain S.L.   |
| 2015 | 321 Días en Míchigan (Banda Sonora Original) | Celia Flores, Daniel Casares, El Kanka, Gordo Maestro, Irene Lombard, Javier Ojeda, José Carra, Juan Heredia, Pepe Pequeño, Tabletom | Kromatik Musik               |
| 2018 | Concierto de Aranjuez y La luna de Alejandra | Daniel Casares y Orquesta Filarmónica de Málaga - Dirección: Arturo Diez Boscovich | Green Cow Music              |
| 2020 | Guitarrísimo                                 | Daniel Casares | BMG                          |
| 2023 | Rayana                                       | Daniel Casares y Cuca Roseta - La perfecta fusión de fado y flamenco | Beatclap & Green Cow Music   |

## Filmografía
- Cecilia Bartoli: El Concierto de Barcelona, (2008)
- El Discípulo (El Discípulo), (2010)
- 321 días en Míchigan (2014)
- Tarde para la ira, (2016)

## Premios y reconocimiento
Casares ganó el premio de guitarra Nacional Bordón Minero a los 16 años. Es el ganador del Primer Concurso Nacional de Guitarra en Jaén, en la 37 edición del Festival del Cante de las Miñas de la Unión en Murcia y obtuvo el premio a mejor artista del año 2000 por Thomson Music . Casares fue galardonado con el Premio de Ace de la Asociación de Cronistas de Espectáculos de Nueva York después de su espectáculo en el Teatro Español Talia en Nueva York en marzo de 2004.